# Flávio Tavares (arquiteto)
Flávio Tavares Brasileiro é um arquiteto e urbanista brasileiro nascido no estado da Paraíba. Atua na área de Assistência Técnica para Habitação de Interesse Social (ATHIS). Em 2019, recebeu o Prêmio Arquiteto e Urbanista do Ano, da Federação Nacional dos Arquitetos e Urbanistas.

## Carreira
Flávio Tavares formou-se em Arquitetura e Urbanismo em 2015 e obteve o grau de Mestre em Desenvolvimento Urbano em 2018, ambos pela Universidade Federal de Pernambuco (UFPE).

Entre 2017 e 2020, atuou à frente da Secretaria do Planejamento do município de Conde, na Paraíba, tendo implementado políticas ATHIS diferenciadas que se tornaram referência local, regional e nacional. Realizou dois concursos públicos de projetos nacionais: a reurbanização da área central de Conde e a construção de uma Unidade Básica de Saúde Quilombola. Coordenou a implantação do primeiro Escritório Público de Assistência Técnica do Brasil (ÊPA), inaugurado na Comunidade Terras Belas em 2019, sendo baseado na
Lei de Assistência Técnica para Habitação de Interesse Social (Lei Nº 11.888/2008), que assegura para as famílias com renda de até 3 salários mínimos, o direito de serviços técnico de arquitetura, urbanismo e engenharia.
Durante sua atuação em Conde, também coordenou três edições do Programa Mutirão na Vizinhança para reativação de espaços e equipamentos públicos comunitários.
Em abril de 2023, Flávio Tavares assumiu o cargo de Coordenador-Geral de Planos Participativos, do Departamento de Regularização, Urbanização Integrada e Qualificação de Territórios Periféricos, da Secretaria Nacional de Políticas para Territórios Periféricos, que havia sido recém-criada no Ministério das Cidades. Nesse momento, ele afirmou:
| “                | Honra imensa integrar o governo Lula. Para fazer história com esse olhar inédito para as periferias do Brasil. Na prática, a minha função é pensar nos novos arranjos para atuação nessas áreas periféricas. A grande diferença, pautada no novo governo, é que essas intervenções vão ser absolutamente integradas, dando protagonismo à participação popular. | ” |
| — Flávio Tavares | |   |

Flávio já integrou diversos coletivos e instituições ligados ao tema das cidades brasileiras: como o Rede BrCidades, o Instituto de Arquitetos do Brasil e a Fundação Perseu Abramo.

### Programa Periferia Viva
O trabalho de Flávio Tavares inclui a coordenação do Programa Nacional "Periferia Viva", que é parte do Novo PAC e está direcionado para a urbanização de favelas, incluindo regularização fundiária, saneamento básico, energia elétrica e iluminação pública, drenagem urbana, sistema viário etc. Os municípios aptos a solicitar financiamento foram os integrantes das capitais, da Baixada Santista e de Campinas. Em 2023, R$5,27 bilhões foram investidos em projetos de 48 municípios, localizados em 21 estados.
Foi criada também uma Rede Periferia Viva para construir uma comunidade nacional, composta por gestores, servidores públicos e equipes técnicas dos projetos contemplados pelos investimetos.

## Prêmios
- 2019 - 14° Prêmio Arquiteto e Urbanista do Ano, da Federação Nacional dos Arquitetos e Urbanistas.[1][2]
- 2020 - Terceira melhor iniciativa das gestões públicas municipais - Prêmio MuniCiência, do CNM e da União Europeia[2][9][10]
- 2021 - Prêmio Cidade Caminhável, do SampaPé/ITDP/Walk21[2]
- Segundo lugar no Concurso de Ideias Rio Academy, na categoria de Mobilidade Urbana[11]
- Láurea Acadêmica da UFPB[11]
- Comenda por destaque acadêmico, do CAU/PB[11]